# Władysław Wicha

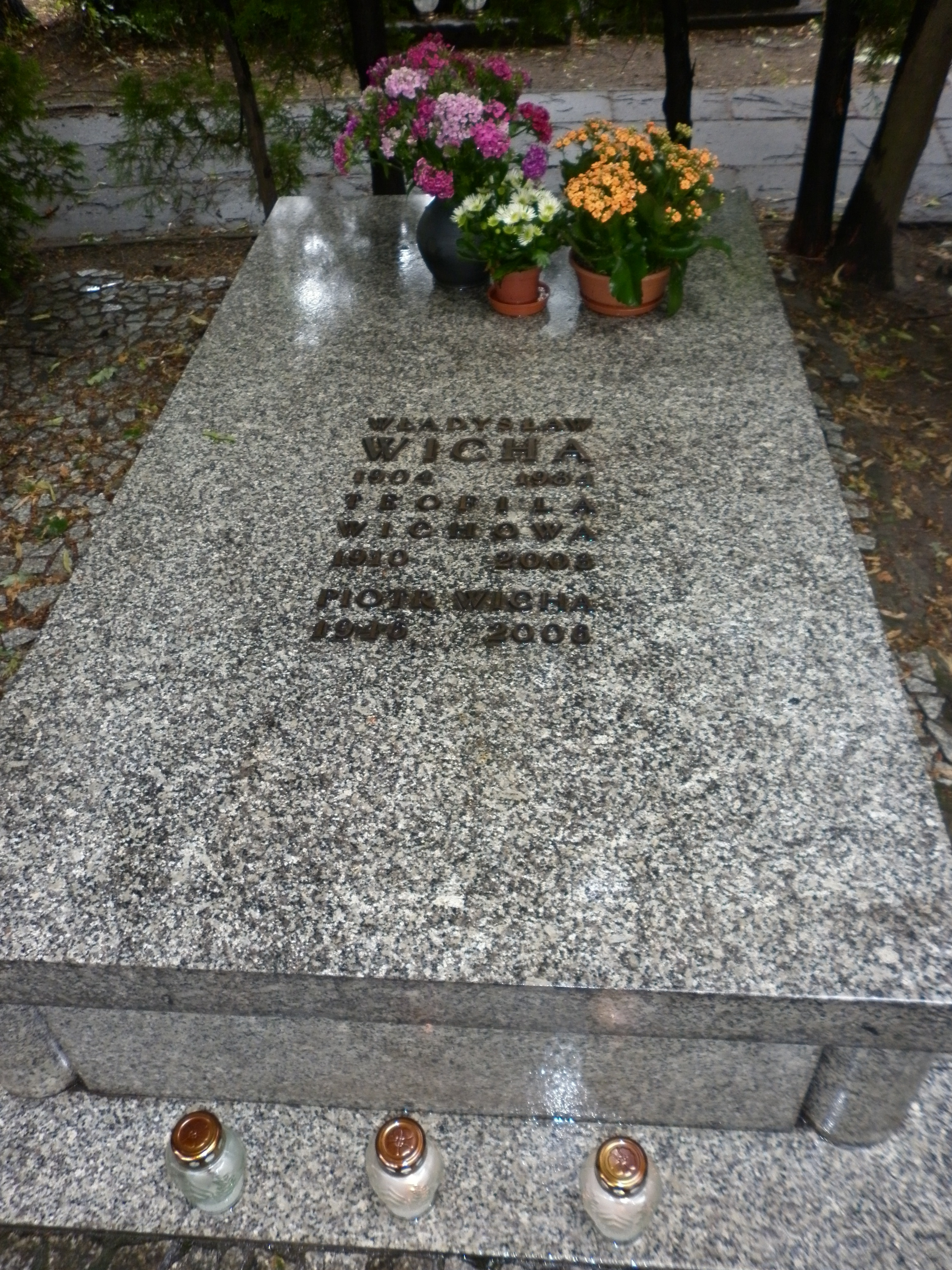
Grób Władysława Wichy na Powązkach

Władysław Wicha (ur. 3 czerwca 1904 w Warszawie, zm. 13 grudnia 1984 tamże) – polski metalowiec i polityk. Minister spraw wewnętrznych w latach 1954–1964, członek Rady Państwa (1965–1969), poseł na Sejm PRL I i IV kadencji.

## Życiorys
Miał wykształcenie średnie. Od 1924 był członkiem Związku Młodzieży Komunistycznej w Polsce, następnie działaczem Komunistycznej Partii Polski, sekretarzem komitetów okręgowych KPP (Warszawa-Lewa Podmiejska, Częstochowa-Piotrków, Łódź, Warszawa). W latach 1931–1934 i 1936–1938 był więziony. W latach 1938–1945 pracował jako robotnik metalowiec na Zachodzie (Belgia, Francja, Hiszpania i Wielka Brytania). W 1945 powrócił do Polski i wstąpił do Polskiej Partii Robotniczej. Był przewodniczącym Delegatury Komisji Specjalnej w Warszawie, wicedyrektorem Biura Kontroli przy Radzie Państwa. Od 1948 członek Polskiej Zjednoczonej Partii Robotniczej.
W latach 1949–1950 I sekretarz Komitetu Wojewódzkiego PZPR w Kielcach, w latach 1950–1952 I sekretarz Komitetu Warszawskiego. W latach 1954–1959 był członkiem Centralnej Komisji Rewizyjnej PZPR, w latach 1959–1968 członkiem Komitetu Centralnego PZPR, a w latach 1964–1968 sekretarzem KC.
W latach 1952–1954 podsekretarz stanu (wiceminister) w Ministerstwie Kontroli Państwowej, w latach 1954–1964 minister spraw wewnętrznych. W latach 1965–1969 członek Rady Państwa. Był posłem na Sejm PRL I i IV kadencji.

## Życie prywatne
Urodził się w rodzinie robotniczej jako syn Franciszka i Antoniny. Jego żoną była działaczka KPP Teofila z domu Lewin (Lewicka; 1910–2003). Ich syn Piotr (1946–2006) był zięciem Jana Rabanowskiego. Ich wnukiem był pisarz Marcin Wicha.
Pochowany na cmentarzu Powązki Wojskowe w Warszawie (kwatera A30-półkole-6).

## Ordery i odznaczenia
- Order Sztandaru Pracy I klasy (1964)[4]
- Krzyż Kawalerski Orderu Odrodzenia Polski (1947)[5]
- Odznaka 1000-lecia Państwa Polskiego (1966)[6]
- Złota odznaka honorowa „Za Zasługi dla Warszawy” (1964)[7]